# Filippo Nigro

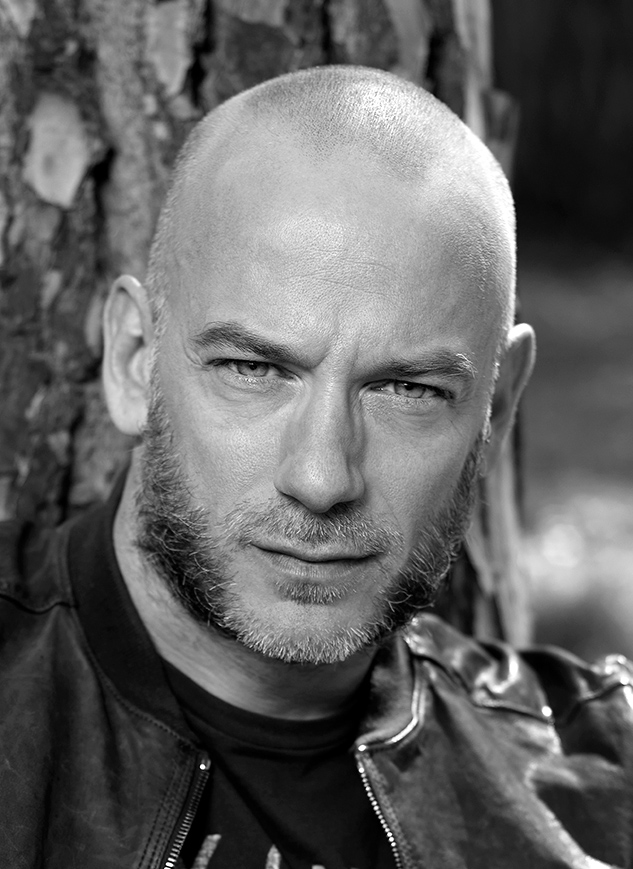
Filippo Nigro (2010)

Filippo Nigro (* 3. Dezember 1970 in Rom) ist ein italienischer Schauspieler.

## Leben
Nigro, der in Rom geboren wurde, absolvierte sein Studium am Centro Sperimentale di Cinematografia unter der Leitung von Lina Wertmüller. Seine Karriere begann er 2001 mit einer kleinen Rolle im Drama Die Ahnungslosen von Ferzan Özpetek, gefolgt von einigen Fernsehauftritten. Seinen Durchbruch hatte Nigro im Jahr 2003 als Filippo, der Ehemann von Giovanna Mezzogiorno, in Özpeteks La finestra di fronte. Ein Jahr später wurde er bei der Berlinale zum „Shooting Star“ ernannt. Im Jahr 2009 erhielt er für seine Leistung in Diverso da chi? eine Nominierung für den David di Donatello als bester Nebendarsteller. 2017–2020 spielte er die Rolle des Amedeo Cinaglia in der Netflix-Serie Suburra: Blood on Rome.
Nigro ist mit Gina Gardini verheiratet, die als Film- und Fernsehproduzentin tätig ist. Das Paar hat drei Kinder und lebt in Rom.

## Filmografie
- 2001: Die Ahnungslosen (Le fate ignoranti)
- 2003: La finestra di fronte
- 2008: Un gioco da ragazze
- 2008: Amore, bugie e calcetto
- 2008: Amore che vieni, amore che vai
- 2009: Diverso da chi?
- 2009: Oggi sposi
- 2010: Dalla vita in poi
- 2012: A.C.A.B. – All Cops Are Bastards
- 2012: E la chiamano estate (Savage Nights – Unerfüllte Begierde)
- 2012: Barabbas
- 2015: In fondo al bosco
- 2015: Limbo
- 2016: Romanzo siciliano (Miniserie, 8 Folgen)
- 2017: Amore pensaci tu (Fernsehserie, 20 Folgen)
- 2017: Abenteuer Rom (La fuga)
- 2017–2020: Suburra: Blood on Rome (Suburra: la serie, Fernsehserie, 24 Folgen)
- 2018: Die Medici: Herrscher von Florenz (Medici)
- 2019: Die Göttin Fortuna (La dea fortuna)
- 2020: The Book of Vision
- 2021: Per tutta la vita
- 2022: The Boat
- 2022: Für Die Kämpfer, Für Die Verrückten (Tutto chiede salvezza, Fernsehserie, 7 Folgen)
- 2022: The Gymnasts (Fernsehserie, 6 Folgen)
- 2024: Citadel: Diana (Fernsehserie, 6 Folgen)